# Gutensteiner Alpen

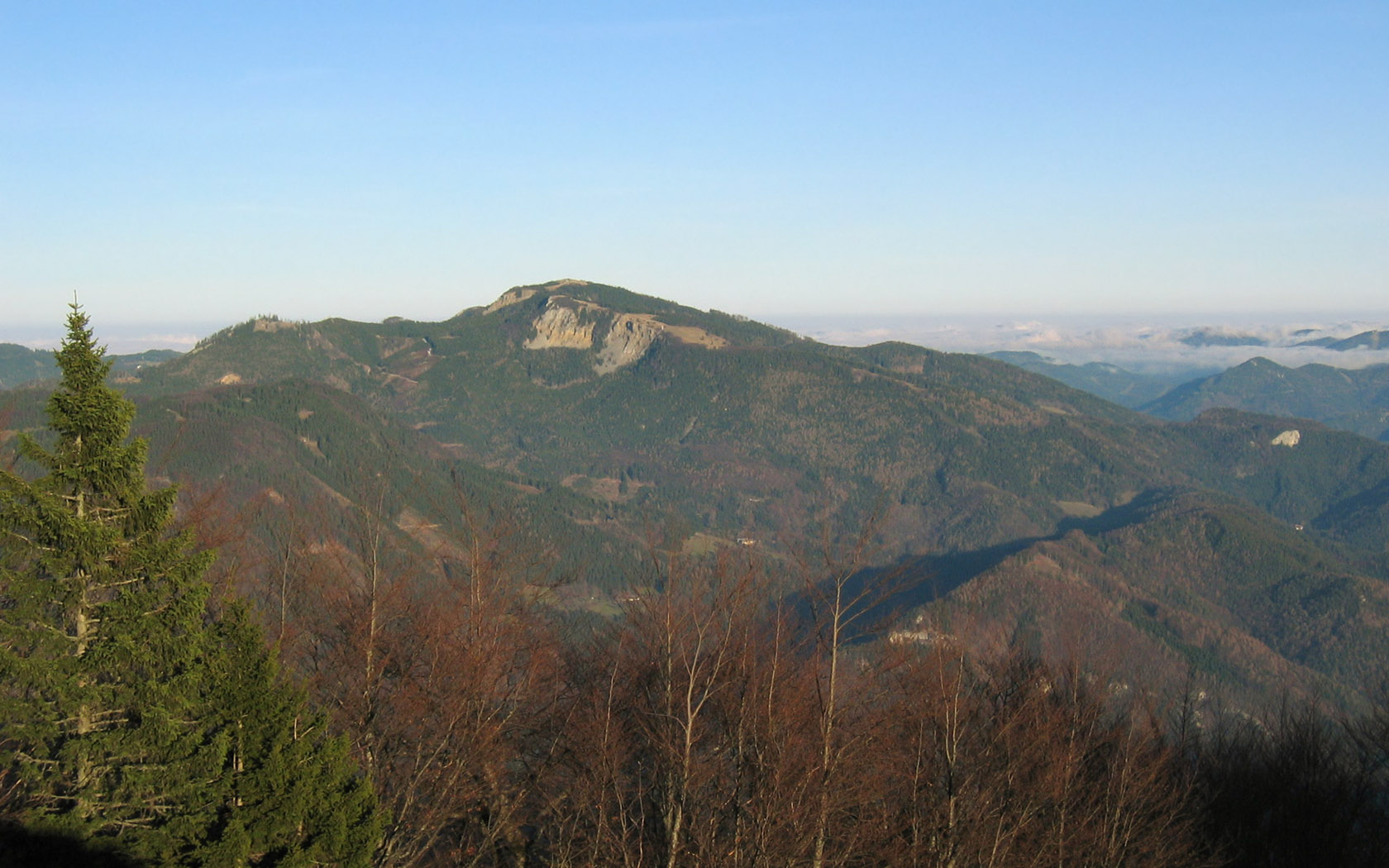
Reisalpe

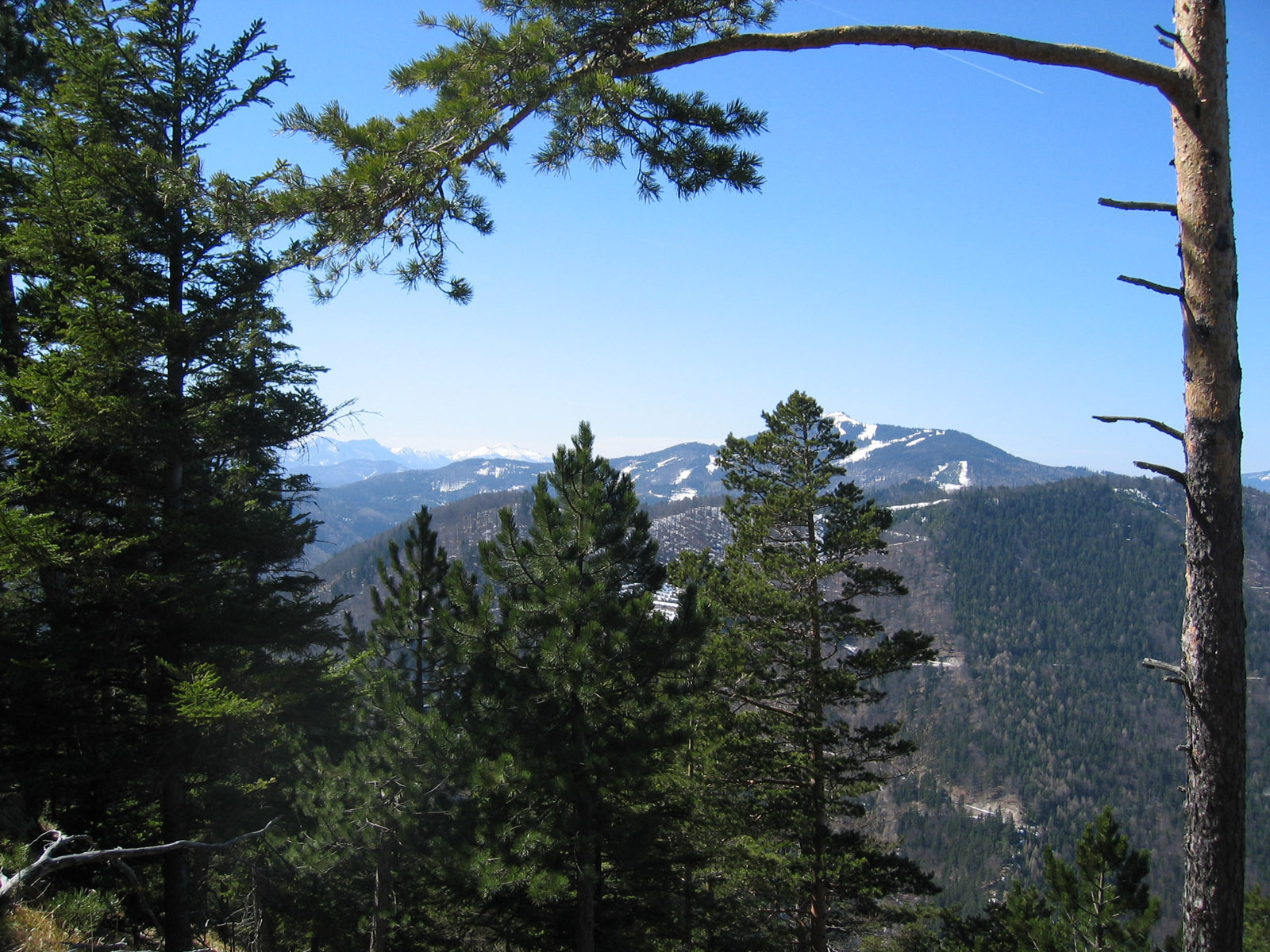
Unterberg

Gutensteiner Alpen – pasmo górskie w Północnych Alpach Wapiennych. Leży w Austrii, w kraju związkowym Dolna Austria. Najwyższym szczytem jest Reisalpe, który osiąga 1399 m n.p.m.
Pasmo graniczy z: Türnitzer Alpen na zachodzie, Lasem Wiedeńskim na północy, pasmem Randgebirge östlich der Mur na wschodzie, Rax-Schneeberg-Gruppe na południu oraz z Mürzsteger Alpen na południowym zachodzie. Przez pasmo przebiega granica zasięgu występowania naturalnych lasów z przewagą sosny czarnej (Pinus nigra).
Najwyższe szczyty:
- Reisalpe (1399 m) ,
- Handlesberg (1370 m),
- Unterberg (1342 m),
- Kloster-Hinteralpe (1311 m),
- Hochstaff (1305 m),
- Jochart (1266 m),
- Muckenkogel (1248 m),
- Katharinenschlag (1222 m),
- Schober (1213 m),
- Plackles (1132 m).